# 進行形
進行形（しんこうけい、英: progressive/continuous (aspect)）は、英語などに見られ、ある時点において動作・現象が進行中または継続中であり完了していないことを表す動詞の表現形式である。英語では"be …ing（現在分詞）"で表される。特に教育では「現在進行形」「過去進行形」などの形で、時制として扱われるが、「進行」自体は時制ではなく相（アスペクト）であるから、｢進行相｣というのが適切である。
進行相はさらに厳密には、主語が行為をしている状態を表す「継続相」（日本語でいえば「…ている」）と、行為・現象の動的な性質（完了に向けて進行中）を表す「進行相」（「…ていく」「…つつある」）の2つに分けられる。これらを区別する言語もある。
進行形はすべての言語に独自の形式として存在するわけではなく、単純な現在時制などと区別しない言語も多い。また進行形のある言語でも守備範囲は言語によって大きく異なる。たとえば英語では現在進行形が近接未来「…ようとしている」の意味でも用いられる。一方、日本語では進行形に相当する「…ている」で習慣・反復を表すこともあるが、これは相としては区別され、英語でもこれには普通、進行形を用いない。
進行相と対立する概念としては、動作・現象を時間経過と関係なく一回きりとして捉える完結相がある。同様に進行相と対立すると考えられる概念に完了形があるが、これは本来的には基準時点での状態を示すものであるから、必ずしも進行相に対立するものではない（例えば完了進行形などがある）。

## 英語
英語の進行相の起源は、古英語のbeon/wesan (to be/to become) ＋現在分詞(-ende)の形にあるともいわれるが、これは継続相だけを表し進行相は表さないとする考えが有力である。進行相の起源としては、ゲルマン語ではなくケルト語にあるとする説もある（参照）。
現代英語の進行形はすべての時制・法に適用でき、場合によっては完了相と組み合わせることさえできる（完了進行形）。
- We had been talking for hours. 「我々は（その時点までに）何時間も話をしていた」（直説法、能動態、過去時制、完了継続相）

継続相は一般に、注目している時点で能動的に行われている行為に用いられる。例えば “John was playing tennis when Jane called him." は、「ジェーンに呼ばれた時点で、ジョンがしている途中だったこと」を表現するだけである。それがどれくらいの期間、またはどれくらいの頻度で行われたかをいう場合には、進行形を使わずに（この場合には単純な過去形） "John played tennis three hours every day for several years." という。完了継続相 ("have been doing") は、問題の時点で表現される行為が中断されたことを示唆し、それが再開されたかどうかは問わない。例えば "John had been playing tennis when Jane called him." では「ジェーンが呼んだことで彼はテニスを中断した」ことを示す（その後、彼女は大事なことがあるからといってテニスを止めさせたかもしれない）。
状態動詞（have[持っている]、wearなど）には、単なる状態継続の意味では進行形は使わない。ただし一時的状態を、一般的な（いつもの）状態と区別する意味で用いることがある（日本語ではどちらも「ている」と表現し、区別しにくい）。
- She wore a yellow ribbon. 彼女は（その頃いつも、習慣で、またはその時点で）黄色いリボンを着けていた。
- She was wearing a yellow ribbon. 彼女は（そのときは）黄色いリボンを着けていた。

さらに、状態動詞を使用する表現として、継続相と進行相のどちらにも属さないニュアンスを強調したい場合にも進行形は用いられる。例えば、 “Your grandpa is always having coffee.”は、「あなたのおじいさんは（習慣として四六時中）いつもコーヒーを飲んでいること」を表現する。この例文は、一般的に短時間で完了する行為であるが、四六時中行われているぐらいの頻度の習慣があるというニュアンス（四六時中コーヒーを飲んでいること）を強調するための進行形である。
英語では、現在進行形により、近接未来も表せる。またその他の時制でも、"be going to＋不定詞"によって同様のことを表現できる。これは純粋の相ではなく時制に近い表現形式である。瞬間動詞（start、arriveなど）の進行形は、もっぱらこれである。

## その他の言語

### スペイン語
スペイン語には"estar + 現在分詞"という英語の進行形に相当する形式があるが、現在進行は単純な現在形で表現することが多い。また過去における進行は線過去（フランス語の半過去形に相当）で表されることが多い。
・Estoy llorando.「私は泣いている」

### イタリア語
イタリア語にも"stare + ジェルンディオ" という英語の進行形に相当する形式があるが、現在進行は単純な現在形で表現することが多い。ジェルンディオは-andoまたは-endoという語尾をもち、起源的にはスペイン語の現在分詞と同じものであるが、イタリア語にはこれとは別に現在分詞（-ante, -enteの語尾をもつ）がある。フランス語と同じく、過去における進行の意味は半過去形で表されることが多い。
・Sto piangendo.「私は泣いている」

### フランス語
フランス語には進行形はない（"être en train de + V"「Vしている途中だ」のような言い回しはある）。venir｢来る｣、aller｢行く｣という動詞を補助動詞として用いた近接過去venir + de V「Vしたばかりだ」・近接未来aller + V「Vしようとしている、Vするつもりだ」という表現形式がある。過去に関しては、半過去（あるいは線過去）と呼ばれる形式（正確には「未完了相imparfait」：ラテン語にも対応する形式がある）で継続、進行あるいは反復・習慣化していた行為が表現される。

### ドイツ語
標準的ドイツ語には進行形はないが、一部の方言（ラインラントなど）には「sein ＋ amまたはbeim ＋動名詞」という言い回しがある。例えば「私は読んでいる」の意味で"ich bin am Lesen"、"ich bin beim Lesen"などという。これは"rheinische Verlaufsform"（ラインラント進行形）と呼ばれ、俗語では普及しつつある。

### 日本語
日本語で進行形に相当する言い方は「…ている」である。これは継続・進行だけでなく、（英語とは違って）習慣・反復を表すこともある。
さらに日本語の「…ている」は、場合によっては「行為の終わった結果の状態」もしくは「完了」を現すこともある。ただし多くの西日本方言（概ね神戸市以西）では、進行形の「…おる（…よる）」などと、完了形の「…ておる（…とる、…ちょる）」などを区別する。状態を表す「着ている」なども、瞬間的な動作「着る」の結果を表していると考えられる。
上代以前には、動詞の接尾辞（または助動詞）「ふ」が盛んに用いられ、これは継続・反復等を表現した。現在でも「向かう」「住まう」など一部が残っている。また助動詞「り」（「あり」に由来）も継続・持続の表現に用いられたが、これは中古以降には完了の意味で用いることが多くなった。

### 朝鮮語
朝鮮語では動詞の語根の後に「-고 있다」が付いて現れ、日本語と同様に継続・進行の意味以外にも使用される。その他に「-는 중이다」の形態もあり、こちらの意味が英語の進行形とより近い。

### 中国語
中国語では一般に継続相にアスペクト助詞『着』を用い、進行相に『正』、『在』、『正在』を用いて、これらを区別する。